# وردلت، سین ات مرن
وردلت، سین ات مرن (به فرانسوی: Verdelot, Seine-et-Marne) یک کمون در فرانسه است که در Canton of Rebais واقع شده‌است.

## خصوصیات
وردلت ۲۵٫۶۰ کیلومترمربع مساحت و ۶۵۳ نفر جمعیت دارد.